# Личната история на Дейвид Копърфийлд
„Личната история на Дейвид Копърфийлд“ (на английски: The Personal History of David Copperfield) е британско-американска трагикомедия от 2019 г. на режисьора Армандо Янчуи и е адаптация на романа „Дейвид Копърфийлд“, написан от Чарлс Дикенс през 1850 г. Във филма участват Дев Пател, Анурин Барнард, Питър Капалди, Морфид Кларк, Дейзи Мей Купър, Розалинд Елизар, Хю Лори, Тилда Суинтън, Бен Уишоу и Пол Уайтхаус.
Световната премиера се проведе в международния филмов фестивал в Торонто на 5 септември 2019 г., и излиза по кината във Великобритания на 24 януари 2020 г., и в Съединените щати на 28 януари 2020 г.